# Que viene el fisco
Que viene el fisco  es una historieta de Mortadelo y Filemón serializada entre 1984 y 1985 en la revista Mortadelo. Es una de las historietas apócrifas de la serie realizadas por el Bruguera Equip en los años 1980 con guion de Jesús de Cos.

## Trayectoria editorial
La historieta se serializó entre 1984 y 1985 en los números del 205 al 213 de la revista Mortadelo. Se publicó durante la interrupción de la serialización de la historieta de Ibáñez El cacao espacial. El guion de la historieta es de Jesús de Cos, siendo el dibujante un trabajador desconocido del Bruguera Equip.

## Sinopsis
Mortadelo y Filemón deben ayudar al agente del fisco Implacáblez a recaudar fondos de varios defraudadores entre los que se encuentran: El Barón de Bebemos (un terrateniente que se niega a pagar alegando "pamplinas legales"), un tacaño (Anacleto Tacáñez), un cantante de pop (Agosto Toelaño), un adolescente (Tato Pasotíllez), un futbolista (Joe Penalty, que parece que debe medio millón en atrasos pero es al revés, Hacienda le debe medio millón) y un mafioso italiano (Pizzo Maffiossi).